# Herkules und der Erymanthische Eber

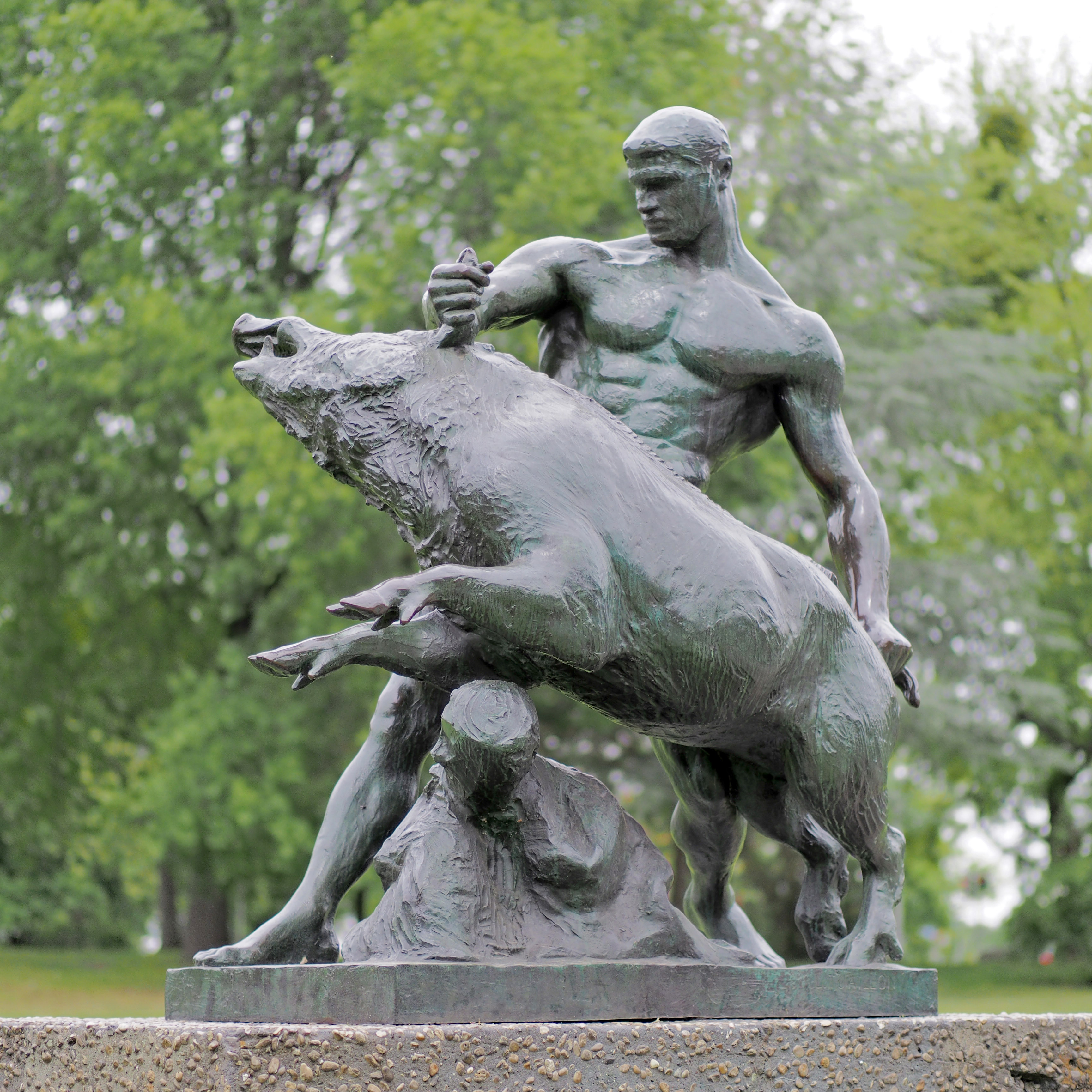
Herkules und der Erymanthische Eber

Herkules und der Erymanthische Eber ist eine Skulptur im öffentlichen Raum, die sich am Lützowplatz in Berlin-Tiergarten befindet und auf einen Entwurf von Louis Tuaillon aus dem Jahr 1900 zurückgeht. Sie stellt Herakles im Kampf gegen den Erymanthischen Eber dar, eine seiner zwölf Arbeiten. Die Bronzeplastik auf dem Lützowplatz geht auf eine 1910 gestaltete Fassung zurück, die in den 1930er Jahren von der Kunstgießerei Hermann Noack in Bronze gegossen und 1962 an ihrem heutigen Standort aufgestellt wurde.
Daten
Höhe: 1,65 m
Material
Gruppe: Bronze, gegossen und patiniert
Sockel: Waschbeton
Inschriften
auf der Plinthenkante links: L. TUAILLON
auf der Plinthenkante rechts: H. NOACK / BERLIN-FRIEDENAU

## Geschichte
Tuaillon hat das Modell für die Plastik bei seinem Aufenthalt in Rom geschaffen, es gehört zu einer kleinen Gruppe von Statuetten des Bildhauers. Zwischen 1901 und 1919 hat er das Modell immer wieder überarbeitet.
1901 wurde in Rom ein erster Guss nach dem Gipsmodell gefertigt, der sich als Leihgabe in der Kunsthalle Bremen befindet. In der Folge entstanden weitere Bronzegüsse, die genaue Anzahl und die Standorte sind nicht bekannt.
Der Plan für eine großformatige Ausführung dieser Gruppe entstand, als Tuaillon im Jahre 1900 im Rahmen eines Wettbewerbes zu einem Entwurf für eine lebensgroße Marmorstatue für das Foyer der Nationalgalerie aufgefordert wurde. Dieser Auftrag wurde allerdings nicht realisiert.
Eine Großfassung aus Marmor entstand um 1910 für den Garten des Kunsthistorikers und Sammlers Johannes Guthmann in Spandau und wurde um 1937
wohl auf Betreiben von Eva Tuaillon, der Erbin des Anwesens, in Bronze gegossen. Die Plastik befand sich bis zum Ankauf durch das Bezirksamt Tiergarten im Besitz der Erben Tuaillons. Sie wurde 1962 auf dem Lützowplatz aufgestellt.